# Міанкаль
39°55′ пн. ш. 66°34′ сх. д. / 39.92° пн. ш. 66.57° сх. д.
Міанкаль (узб. Miyonqol) — острів, утворений роздвоєнням річки Зеравшан неподалік від Самарканду на два русла — Карадар'я та Акдар'я, які знову зливаються поблизу Хатирчі, а також невеличка територія на північ від цього острова.

## Опис
Міанкаль — вузький витягнутий острів завдовжки 100 км та в середньому завширшки 15 км. Центр плодоносної долини.

## Історія
З давніх-давен був найосвоєнішою частиною Зеравшанської долини, був великим осередком мустьєрської культури. Археологами було виявленокопальніздобування креміня в Учтуті, стоянки в САзагані, поховальний комплекс в Замічаташі.
У часи існування Согдіани як держави, а потім перської патрапії Міанкаль був відомий під назвами Нім Сугд або Сугд-Хурд (Малий Согд). Тут виявлено античні поселення Кізляр-тепе, Алпамиш-тепе, Гауз-тепе, Арк-тепе, Курган-тепе, Булак-Баши, Чимкурган.
З VIII ст. з часів занепаду в Согді незалежної держави головним містом Міанкаля був Іштихан. У джерелах також зустрічається назва Афарункент та Афарінкент.
Під час Держави Тимуридів місто у північній частині Міанкаля було розташовано окремий тумен з столицею в Афарінкенті. Цей тумен продовжив існування за часів Держави Шейбанідів.
З утворенням Бухарського ханства Міанкаль був важливим землеробським центром. Саме потужне повстання тут у 1785 році призвело до падіння ханства й утворення Бухарського емірату. Під час емірату Міянкаль був найбільш густонаселеною та економічно розвиненою областю країни, жителі якого займалися поливним землеробством та скотарством. У 1821—1826 роках тут вирувало потужне повстання, яке емір Сеїд Хайдар Тура з великими труднощами придушив.

## Населення
Тривалий час був заселений согдійцями. Після підкорення держави Ахеменідів військом Александра Македонського тут виникають поселення греків. За часи Греко-Бактрійського царства согдійці фактично асимілювали греків. Згодом сюди прийшли ефталіти, проте не відігравали вирішальної ролі. У VI ст. проникають давні тюрки. В подальшому посилюється тюркський елемент. Остаточно цей процес завершився в часи Караханідської держави. Кіпчаки переселилися в ці місця в XIII ст. Китаї (хитаї), нащадки стародавніх киданів, прийшли у XVI ст.